# The Shield (catch)
Pour les articles homonymes, voir The Shield.
Palmarès
1 fois champion des États-Unis de la WWE - Dean Ambrose (1)
1 fois champions par équipes de Raw - Roman Reigns et Seth Rollins (1)
The Shield était un clan de catcheurs composé de Dean Ambrose, Roman Reigns et Seth Rollins. Le trio était connu pour son travail à la World Wrestling Entertainment. Formé le 18 novembre 2012, à l'occasion des Survivor Series, le clan se dissout le 21 avril 2019, jour où un PLE est organisé en leur nom, intitulé «WWE The Shield's Final Chapter».
Considéré comme étant l'un des meilleurs groupes de l'histoire de la WWE, The Shield est resté invaincu en équipe pendant huit mois à partir de leurs débuts, en ayant battu des catcheurs de renommé tels que John Cena, Randy Orton, Sheamus ou encore l'Undertaker, jusqu'au 14 juin 2013, où ils s’inclinent face à Randy Orton et la Team Hell No, équipe composée de Kane et Daniel Bryan. Le groupe a pour particularité de faire leur entrée en passant par les tribunes, étant vêtus comme des agents de sécurité. Ils s'en prennent violemment à leurs adversaires, que ce soit pendant un match ou non, avec comme prise de finition la Triple Powerbomb : l'adversaire est placé sur les épaules de Roman Reigns et projeté au sol par Dean Ambrose et Seth Rollins, afin de renforcer la puissance du mouvement.

## Carrière du groupe

### Première incarnation (2012-2014)

#### Débuts du groupe, conquête et perte des titres et trahison de Seth Rollins (2012-2014)

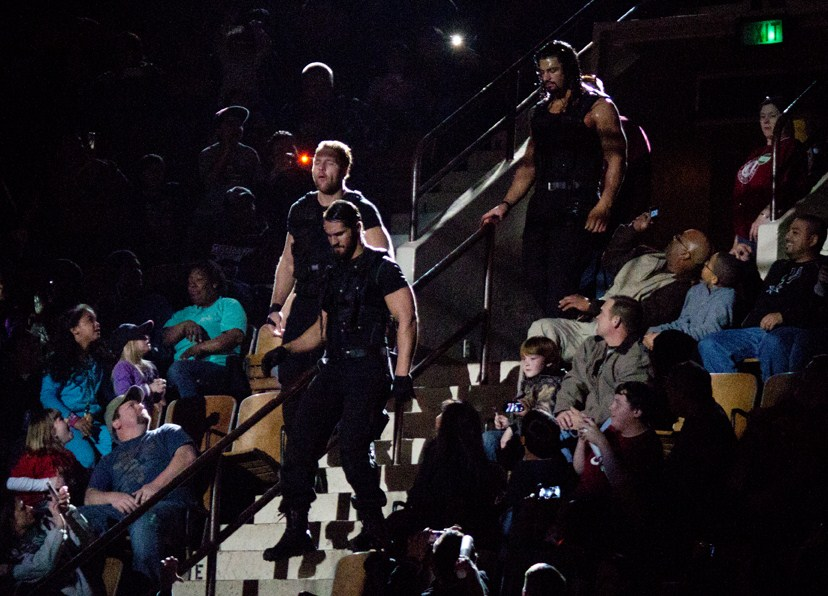
The Shield pendant leur entrée.

Le 18 novembre aux Survivor Series, le clan fait ses débuts, en tant que Heel, en intervenant pendant le Triple Threat Match entre CM Punk, John Cena et Ryback pour le titre mondial poids-lourds de la WWE. Le trio empêche le dernier de faire le tombé sur le second, permettant au premier de conserver son titre. Le 16 décembre à TLC, ils battent Team Hell No (Daniel Bryan et Kane) et Ryback dans un TLC match.
Le 17 février 2013 à Elimination Chamber, ils battent John Cena, Sheamus et Ryback dans un 6-Man Tag Team Match.
Le 7 avril à WrestleMania 29, ils battent Big Show, Sheamus et Randy Orton dans un 6-Man Tag Team Match. Le 19 mai à Extreme Rules, Dean Ambrose devient le nouveau champion des États-Unis de la WWE en battant Kofi Kingston, remportant le titre pour la première fois de sa carrière. De leur côté, Roman Reigns et Seth Rollins deviennent les nouveaux champions par équipe de la WWE en battant la Team Hell No dans un Tornado Tag Team Match, remportant également les titres pour la première fois de leurs carrières. Le 16 juin à Payback, Dean Ambrose conserve son titre en battant Kane par Count Out. Plus tard dans la soirée, Roman Reigns et Seth Rollins conservent leurs titres en battant Randy Orton et Daniel Bryan.

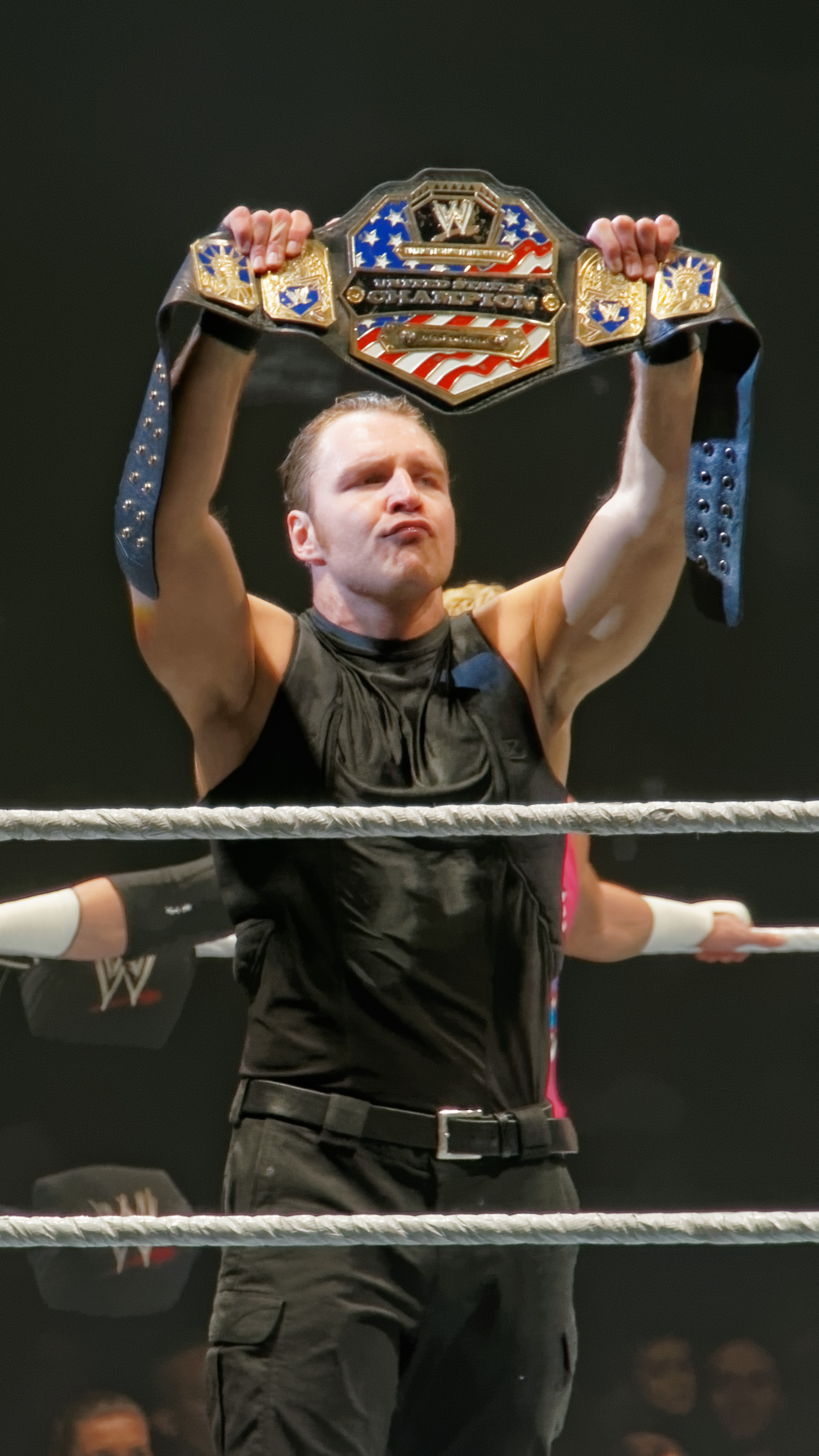
Dean Ambrose détient le plus long règne du championnat des États-Unis à la WWE, avec 351 jours de règne.

Le 14 juillet lors du pré-show à Money in the Bank, ils conservent leurs titres en battant les Usos. Plus tard dans la soirée, Dean Ambrose ne remporte pas la mallette pour le titre mondial poids-lourds de la WWE, gagnée par Damien Sandow. Le 18 août lors du pré-show à SummerSlam, Dean Ambrose perd face à Rob Van Dam par disqualification, mais conserve son titre. Le lendemain à Raw, les trois hommes deviennent officiellement gardes du corps de l'Authority. Le 15 septembre à Night of Champions, Dean Ambrose conserve son titre en battant Dolph Ziggler. Juste après, Roman Reigns et Seth Roliins conservent leurs titres en battant The Prime Time Players (Darren Young et Titus O'Neil).
Le 6 octobre à Battleground, Roman Reigns et Seth Rollins (accompagnés de Dean Ambrose) perdent face à Cody Rhodes & Goldust dans un match sans enjeu, subissant ainsi leur première défaite en duo. Le 14 octobre à Raw, ils reperdent face à ses mêmes adversaires, ne conservant pas leurs titres, mettant ainsi fin à un règne de 148 jours. Le 27 octobre à Hell in a Cell, ils ne remportent pas les titres par équipe de la WWE, battus par Brotherhood dans un Triple Threat Tag Team Match, qui inclut également les Usos. Un peu plus tard, Dean Ambrose perd face à Big E Langston par Count Out, mais conserve son titre. Le 24 novembre aux Survivor Series, les Real Americans (Cesaro et Jack Swagger) et le trio battent Brotherhood, les Usos et Rey Mysterio dans un 5-on-5 Traditional Survivor Series Man's Elimination Tag Team Match. Le 15 décembre à TLC, ils perdent face à CM Punk dans un 3-on-1 Handicap Match, subissant ainsi leur première défaite en trio.
Le 23 février à Elimination Chamber, ils perdent face à la Wyatt Family dans un 6-Man Tag Team Match. Le 17 mars à Raw, ils effectuent un Face Turn en attaquant Kane, se retournant contre l'Authority.
Le 6 avril à WrestleMania XXX, ils battent Kane et New Age Outlaws (Road Dogg et Billy Gunn) dans un 6-Man Tag Team Match. Le 4 mai à Extreme Rules, ils battent Evolution dans un 6-Man Tag Team Match. Le lendemain à Raw, Dean Ambrose perd une Battle Royal face à Sheamus, ne conservant pas son titre et mettant fin à un règne de 351 jours. Plus tard dans la soirée, les trois hommes reperdent face à la Wyatt Family dans un 6-Man Tag Team Match. Le 1er juin à Payback, ils rebattent Evolution dans un No Holds Barred Elimination Match. Le lendemain à Raw, Seth Rollins effectue un Heel Turn en attaquant ses frères dans le dos avec une chaise, trahissant le clan et rejoignant l'Authority.

### L'après séparation (2014-2017)

#### Rivalité entre Dean Ambrose et Seth Rollins, retour en solo de Roman Reigns (2014)

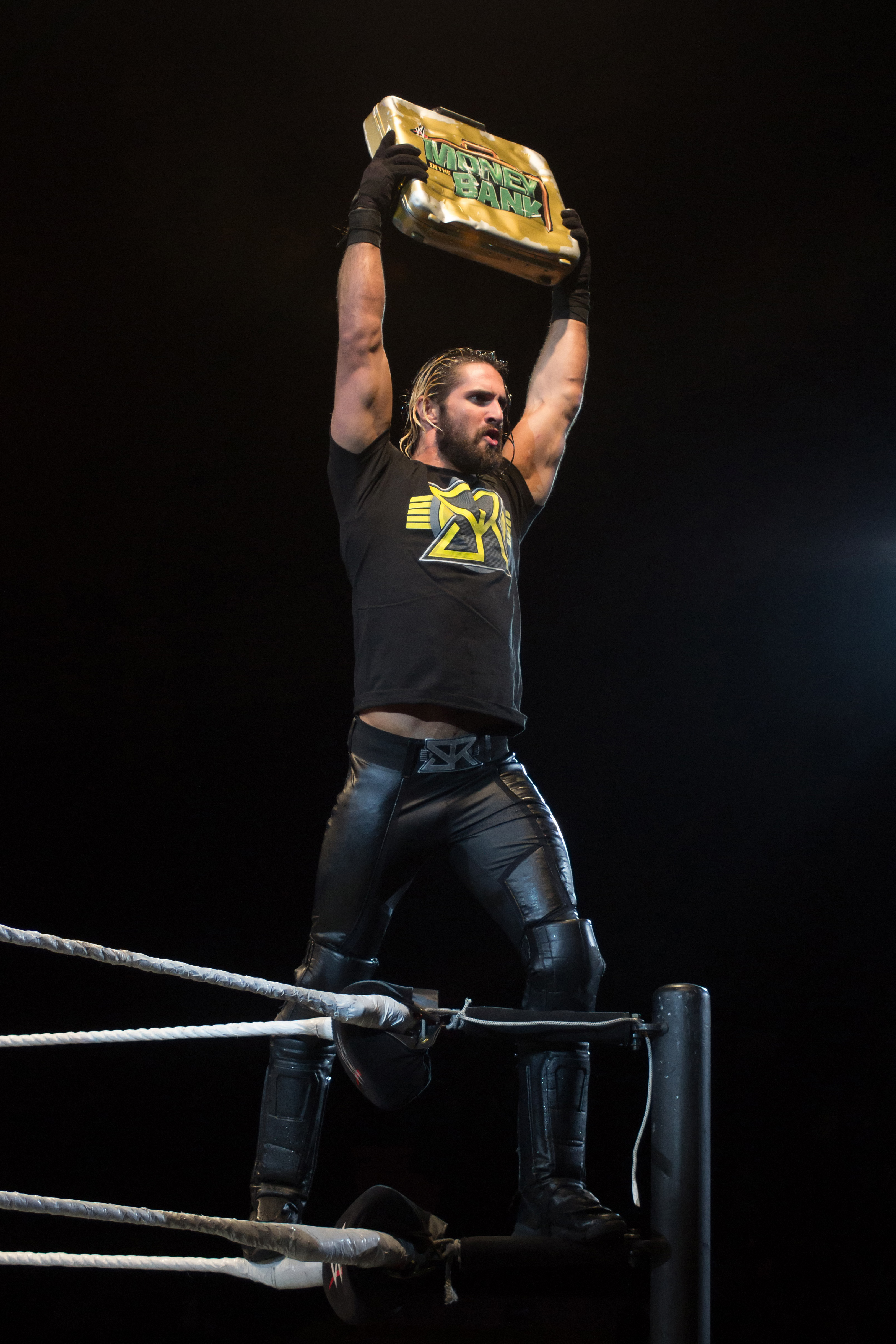
Seth Rollins a remporté le Money in the Bank durant sa rivalité contre Dean Ambrose.

Le 29 juin à Money in the Bank, Seth Rollins remporte la mallette, battant ainsi Dean Ambrose, Dolph Ziggler, Jack Swagger, Kofi Kingston et Rob Van Dam. Plus tard dans la soirée, Roman Reigns ne remporte pas le titre mondial poids-lourds de la WWE, battu par John Cena dans un Ladder Match, qui inclut également Alberto Del Rio, Bray Wyatt, Cesaro, Kane, Randy Orton et Sheamus.
Le 20 juillet à Battleground, Seth Rollins bat Dean Ambrose par forfait, l'ayant attaqué dans les vestiaires avant le début du combat. Plus tard dans la soirée, Roman Reigns ne remporte pas, une nouvelle fois, le titre mondial poids-lourds de la WWE, battu par John Cena dans un Fatal-4-Way Match, qui inclut également Kane et Randy Orton. Le 17 août à SummerSlam, Seth Rollins rebat Dean Ambrose dans un Lumberjack Match. Plus tard dans la soirée, Roman Reigns bat Randy Orton. Le 20 septembre, Roman Reigns est contraint de déclarer forfait pour Night of Champions, car il doit subir d'urgence une opération chirurgicale pour une hernie incarcérée et s'absenter pendant 3 mois.
Le 26 octobre à Hell in a Cell, Seth Rollins rebat, pour la troisième fois, Dean Ambrose dans un Hell in a Cell Match, aidé par une intervention extérieure de Bray Wyatt. Le 23 novembre aux Survivor Series, Dean Ambrose perd face à Bray Wyatt par disqualification. Plus tard dans la soirée, l'Authority (Kane, Luke Harper, Mark Henry, Rusev et Seth Rollins) perd face à l'équipe Cena (John Cena, Big Show, Dolph Ziggler, Erick Rowan et Ryback) dans un 5-on-5 Traditional Man's Survivor Series Elimination Tag Team Match, grâce à Sting qui faisait ses débuts, étant destituée de ses pouvoirs. Le 14 décembre à TLC, Seth Rollins perd face à John Cena dans un Tables Match. Pendant le combat, Roman Reigns effectue son retour de blessure, après 3 mois d'absence, en attaquant le Big Show, qui s'en était pris au vainqueur du match. Plus tard dans la soirée, Dean Ambrose reperd face à Bray Wyatt dans un TLC Match.

#### Course au titre mondial poids-lourds de la WWE (2015)

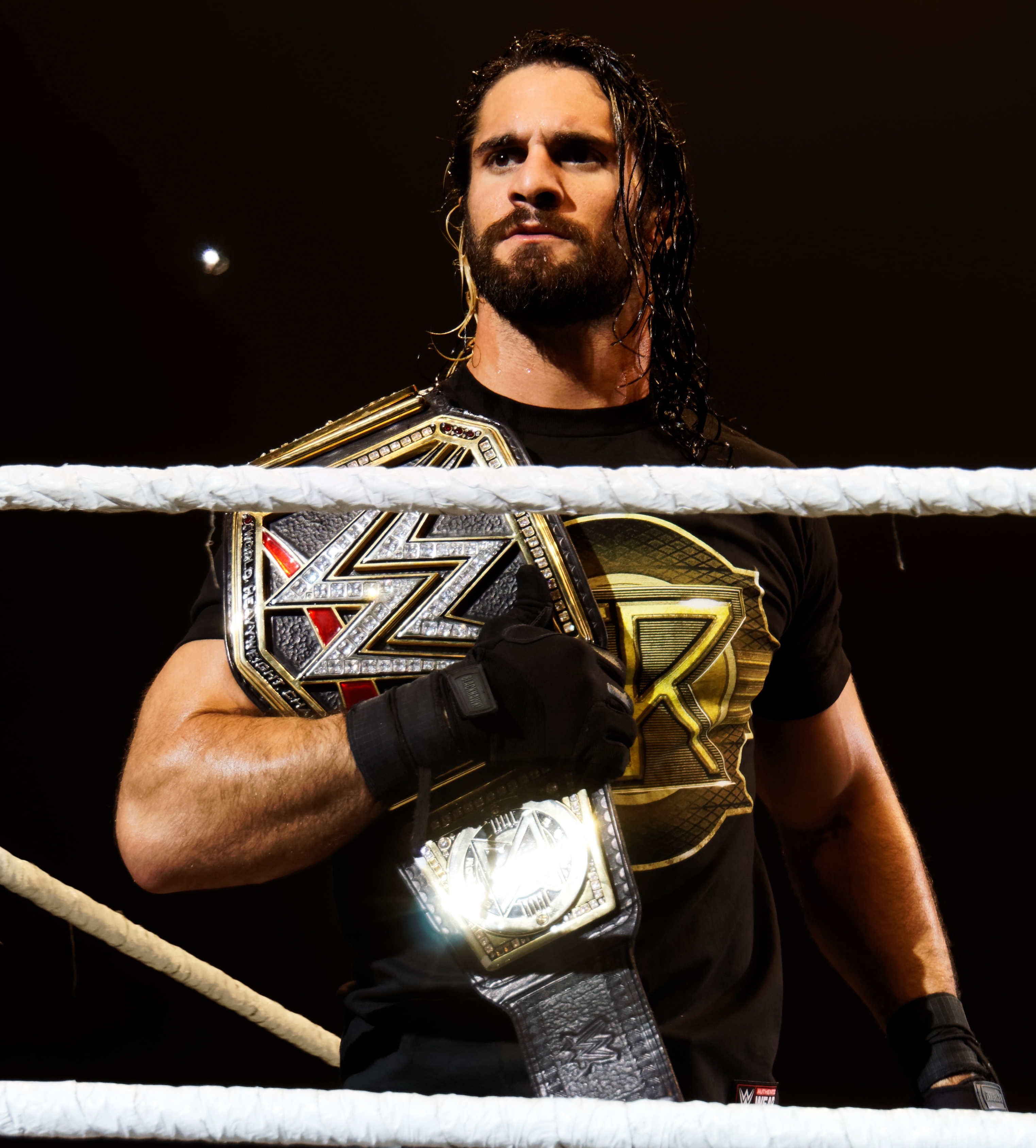
Seth Rollins en tant que Champion du monde poids-lourds de la WWE.

Le 25 janvier 2015 au Royal Rumble, Seth Rollins ne remporte pas le titre mondial poids-lourds de la WWE, battu par Brock Lesnar dans un Triple Threat Match, qui inclut également John Cena. Juste après, Roman Reigns et Dean Ambrose entrent respectivement dans le Royal Rumble masculin en 19e et 25e positions. Le premier remporte le match en éliminant Goldust, Stardust, Titus O'Neil (aidé par Dean Ambrose), Kane, Big Show et Rusev en dernière position. Le second élimine Titus O'Neil (aidé par Roman Reigns), avant d'être lui-même éliminé par Big Show et Kane. Le 22 février lors du pré-show à Fastlane, Seth Rollins, Big Show et Kane battent Dolph Ziggler, Ryback et Erick Rowan dans un 6-Man Tag Team Match. Un peu plus tard, Dean Ambrose ne remporte pas le titre Intercontinental de la WWE, battu par Bad News Barrett par disqualification. À la fin de la soirée, Roman Reigns bat Daniel Bryan, conservant sa place d'aspirant n°1 au titre mondial poids-lourds de la WWE à WrestleMania 31. Le 29 mars à WrestleMania 31, Dean Ambrose ne remporte pas, encore une fois, le titre Intercontinental de la WWE, battu par Daniel Bryan dans un Ladder Match, qui inclut également Bad News Barrett, Dolph Ziggler, Luke Harper, R-Truth et Stardust. Juste après, Seth Rollins perd face à Randy Orton. À la fin de la soirée, pendant le combat qui oppose Brock Lesnar à Roman Reigns pour le titre mondial poids-lourds de la WWE, Seth Rollins attaque les deux hommes, utilise sa mallette et devient le nouveau champion du monde poids-lourds de la WWE en battant ses deux adversaires dans un Triple Threat Match, remportant le titre pour la première fois de sa carrière.
Le 26 avril à Extreme Rules, Dean Ambrose bat Luke Harper dans un Chicago Street Fight Match. Plus tard dans la soirée, Roman Reigns bat Big Show dans un Last Man Standing Match. Juste après, Seth Rollins conserve son titre en battant Randy Orton dans un Steel Cage Match. Le 17 mai à Payback, Seth Rollins conserve son titre en battant Dean Ambrose, Randy Orton et Roman Reigns dans un Fatal 4-Way Match. Le 31 mai à Elimination Chamber, Seth Rollins perd face à Dean Ambrose par disqualification, mais conserve son titre. Après le combat, son ancien frère lui vole la ceinture. Le 14 juin à Money in the Bank, Roman Reigns ne remporte pas la mallette, gagnée par Sheamus, à la suite d'une intervention extérieure de Bray Wyatt à son encontre. Plus tard dans la soirée, Seth Rollins conserve son titre en battant Dean Ambrose dans un Ladder Match.
Le 19 juillet à Battleground, Roman Reigns perd face à Bray Wyatt, à la suite d'une intervention extérieure de Luke Harper. Plus tard dans la soirée, le match de Seth Rollins face à Brock Lesnar se termine en No Contest, car son adversaire se fait attaquer par l'Undertaker. Le 23 août à SummerSlam, Dean Ambrose et Roman Reigns battent Luke Harper et Bray Wyatt. Plus tard dans la soirée, Seth Rollins conserve son titre et devient le nouveau champion des États-Unis de la WWE en battant John Cena dans un Title vs. Title Winner Takes All Match, remportant le titre pour la première fois de sa carrière. Le 20 septembre à Night of Champions, Dean Ambrose, Roman Reigns et Chris Jericho perdent face à la Wyatt Family (Bray Wyatt, Braun Strowman et Luke Harper) dans un 6-Man Tag Team Match. Plus tard dans la soirée, Seth Rollins perd face à John Cena, ne conservant pas son titre des États-Unis de la WWE. Il conserve ensuite son titre mondial poids-lourds de la WWE en battant Sting. Après le match, il est attaqué par Sheamus qui tente d'utiliser sa mallette sur lui, mais Kane intervient et s'en prend aux deux hommes.

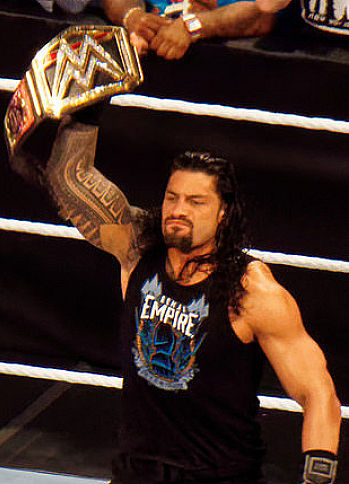
Roman Reigns en tant que Champion de la WWE.

Le 25 octobre à Hell in a Cell, Roman Reigns prend sa revanche sur Bray Wyatt dans un Hell in a Cell Match. Plus tard dans la soirée, Seth Rollins conserve son titre en battant Kane. Le 4 novembre lors d'un Live Event en Irlande, pendant son match contre Kane, Seth Rollins se blesse gravement le genou droit en effectuant un Turnbuckles Sunset Flip. En effet, il souffre d’une déchirure des ligaments croisés antérieurs, collatéral tibial et du ménisque et va devoir s'absenter entre 6 et 9 mois. Le 22 novembre aux Survivor Series, Roman Reigns bat Alberto Del Rio et accède à la finale du tournoi. De son côté, Dean Ambrose bat Kevin Owens et accède, lui aussi, à la finale du tournoi. Plus tard dans la soirée, Roman Reigns devient le nouveau champion du monde poids-lourds de la WWE en battant Dean Ambrose en finale du tournoi, remportant le titre pour la première fois de sa carrière. Après le match, Triple H veut le féliciter, mais le Samoan lui porte un Spear, puis Sheamus utilise sa mallette sur lui et devient le nouveau champion du monde poids-lourds de la WWE en le battant, mettant fin à un règne qui n'a duré que 5 minutes. Le 13 décembre à TLC, Dean Ambrose devient le nouveau champion Intercontinental de la WWE en battant Kevin Owens, remportant le titre pour la première fois de sa carrière. Un peu plus tard dans la soirée, Roman Reigns ne remporte pas le titre mondial poids-lourds de la WWE, battu par Sheamus dans un TLC Match et attaqué par League of Nations pendant la rencontre. Après le combat, frustré et énervé par sa défaite, il tabasse à coups de chaise le trio et Triple H, qui essayait vainement de le calmer, puis fait passer le dernier à travers la table des commentateurs espagnols avant de lui porter un dernier Spear. Le lendemain à Raw, le Samoan redevient champion du monde poids-lourds de la WWE en battant Sheamus dans un Title vs. Career Match, remportant le titre pour la seconde fois.

#### Réunions occasionnelles du groupe (2016)
Le 24 janvier 2016 au Royal Rumble, Dean Ambrose conserve son titre en battant Kevin Owens dans un Last Man Standing Match. Plus tard dans la soirée, Roman Reigns et lui entrent respectivement dans le Royal Rumble masculin en première et 19e positions. Le premier élimine Rusev, The Miz, Alberto Del Rio et Sheamus, tandis que le second n'élimine que Chris Jericho. Mais les deux hommes se font éliminer en avant-dernier et dernier par le futur gagnant, Triple H, le Samoan ne conservant pas son titre. Le 21 février à Fastlane, Roman Reigns bat Dean Ambrose et Brock Lesnar dans un Triple Threat Match, devenant ainsi aspirant no 1 au titre mondial poids-lourds de la WWE à WrestleMania 32. Le 12 mars à Roadblock, Dean Ambrose ne remporte pas le titre de la WWE, battu par Triple H.

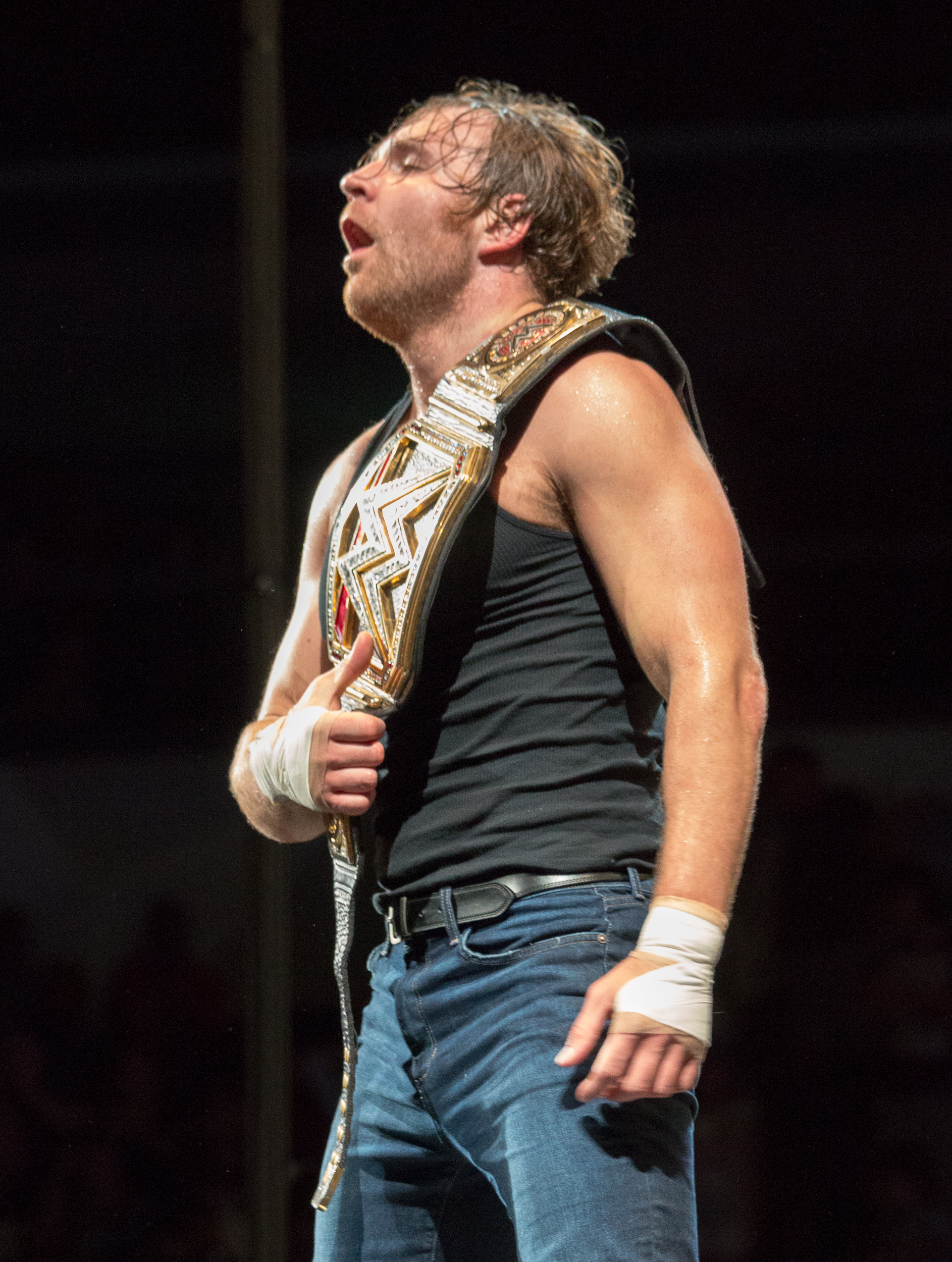
Dean Ambrose en tant que champion de la WWE.

Le 3 avril à WrestleMania 32, Dean Ambrose perd face à Brock Lesnar dans un No Holds Barred Street Fight Match. Plus tard dans la soirée, Roman Reigns redevient champion du monde poids-lourds de la WWE en battant Triple H, remportant le titre pour la troisième fois et mettant fin à sa rivalité avec la famille McMahon. Le 1er mai à Payback, Dean Ambrose bat Chris Jericho. Plus tard dans la soirée, Roman Reigns conserve son titre en battant AJ Styles, malgré les nombreuses interventions extérieures des Good Brothers. Le 22 mai à Extreme Rules, Dean Ambrose rebat son même adversaire dans le tout premier Asylum Match. Plus tard dans la soirée, Roman Reigns conserve son titre en rebattant son même adversaire dans un Extreme Rules Match. Après le combat, Seth Rollins, de retour de blessure après 5 mois et demi d'absence, l'attaque en lui portant un Pedigree. Le 19 juin à Money in the Bank, Dean Ambrose remporte la mallette, battant ainsi Alberto Del Rio, Cesaro, Chris Jericho, Kevin Owens et Sami Zayn. Plus tard dans la soirée, Seth Rollins redevient champion du monde poids-lourds de la WWE en battant Roman Reigns, remportant le titre pour la seconde fois. Mais Dean Ambrose attaque le premier, utilise sa mallette sur lui et devient, lui aussi, le nouveau champion du monde poids-lourds de la WWE en le battant, remportant le titre pour la première fois de sa carrière et devenant, par la même occasion, le premier catcheur de l'histoire à avoir été champion du monde poids-lourds de la CZW et champion de la WWE. Le lendemain, Roman Reigns est suspendu pour 30 jours pour sa première violation du programme de bien-être de la WWE. Le WWE Wellness Program (programme de bien-être de la WWE) utilise le dépistage des drogues pour détecter l'abus de substances. Pro Wrestling Torch et TheWrap ont rapporté qu'il a pris de l'Adderall, une substance interdite par la compagnie, sans prescription médicale,.

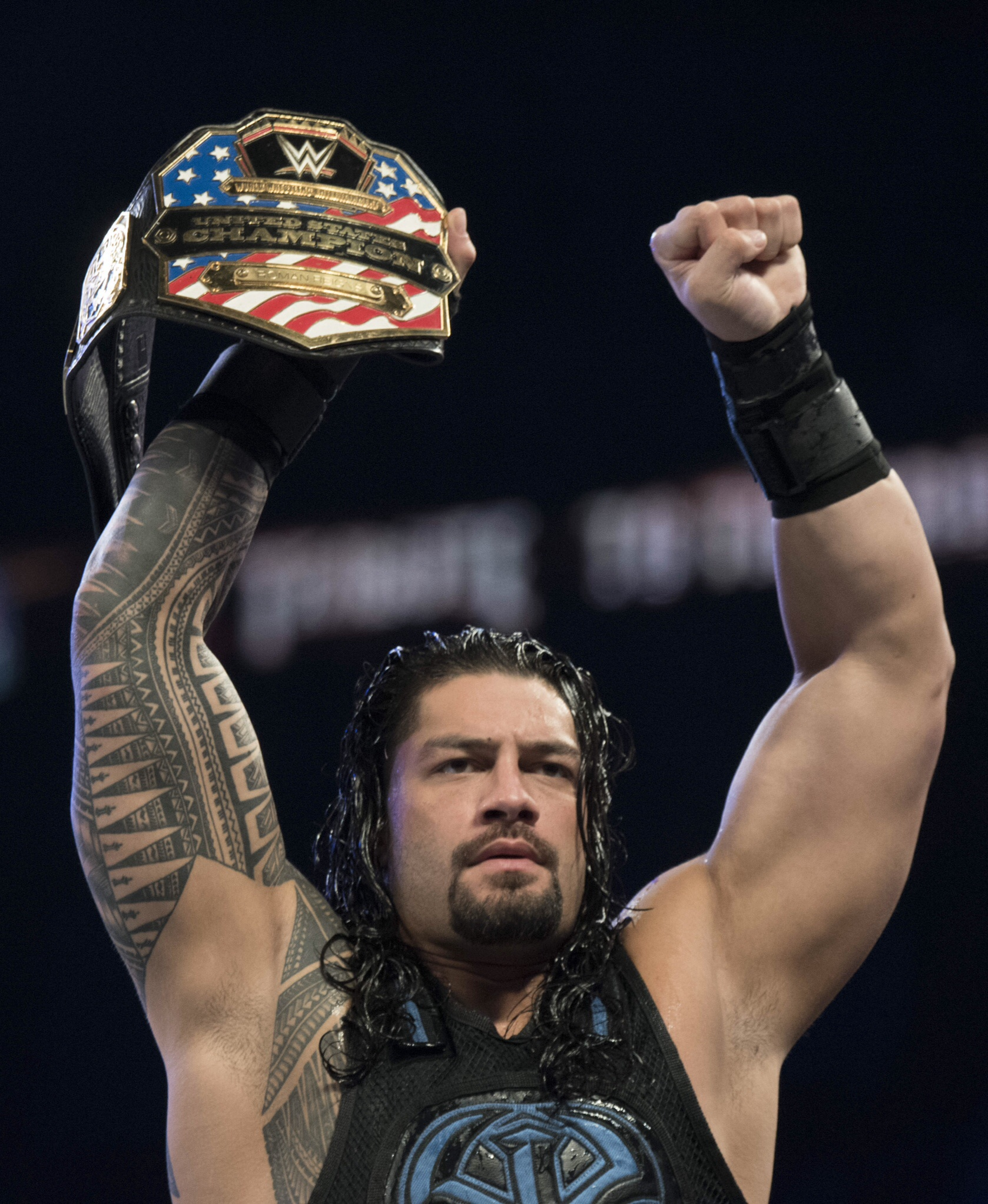
Roman Reigns en tant que Champion des États-Unis de la WWE.

Le 19 juillet lors du Draft, Roman Reigns et Seth Rollins restent officiellement à Raw, tandis que Dean Ambrose, de son côté, est officiellement transféré à SmackDown Live. Le 24 juillet à Battleground, Dean Ambrose conserve son titre en battant ses deux anciens frères du clan dans un Triple Threat Match. Le 21 août à SummerSlam, Dean Ambrose conserve son titre en battant Dolph Ziggler. Juste après, Seth Rollins ne devient pas le premier champion Universel de la WWE, battu par Demon King Finn Bálor. Ensuite, le match entre Roman Reigns et Rusev, pour le titre des États-Unis de la WWE, n'eut finalement pas lieu, car les deux hommes se bagarrent avant le début du combat. Le 29 août à Raw, Roman Reigns et Seth Rollins ne remportent pas le titre Universel de la WWE, battus par Kevin Owens dans un Fatal 4-Way Match, qui inclut également Big Cass. Pendant le combat, Triple H porte son Pedigree sur les deux. La semaine suivante à Raw, Seth Rollins effectue un Face Turn en interrompant la célébration du Canadien et en l'attaquant, puis en confrontant Stephanie McMahon sur les actions du mari de cette dernière à son encontre. Le 11 septembre à Backlash, Dean Ambrose perd face à AJ Styles, ne conservant pas son titre. Le 25 septembre à Clash of Champions, Roman Reigns devient le nouveau champion des États-Unis de la WWE en battant Rusev, remportant le titre pour la première fois de sa carrière. Juste après, Seth Rollins ne remporte pas le titre Universel de la WWE, battu par Kevin Owens, à la suite d'une intervention extérieure de Chris Jericho.
Le 9 octobre à No Mercy, Dean Ambrose ne remporte pas le titre mondial de la WWE, battu par AJ Styles dans un Triple Threat Match, qui inclut également John Cena. Le 30 octobre à Hell in a Cell, Roman Reigns conserve son titre en battant son même adversaire dans un Hell in a Cell Match. Un peu plus tard, Seth Rollins ne remporte pas, pour la seconde fois, le titre Universel de la WWE, battu par son même adversaire dans la même stipulation, à la suite d'une nouvelle intervention extérieure de Chris Jericho. Le 20 novembre aux Survivor Series, l'équipe SmackDown (AJ Styles, Dean Ambrose, Bray Wyatt, Randy Orton et Shane McMahon) bat celle de Raw (Kevin Owens, Chris Jericho, Braun Strowman, Roman Reigns et Seth Rollins) dans un 5-on-5 Traditional Man's Survivor Series Elimination Match. Le 4 décembre à TLC, Dean Ambrose ne remporte pas le titre mondial de la WWE, battu par AJ Styles dans un TLC Match. Le 18 décembre à Roadblock: End of the Line, Seth Rollins bat Chris Jericho, malgré une intervention extérieure de Kevin Owens. Plus tard dans la soirée, Roman Reigns ne remporte pas le titre Universel de la WWE, battu par Kevin Owens par disqualification, car attaqué par Chris Jericho. Après le combat, Seth Rollins l'aide à se débarrasser de ses adversaires.

### Seconde incarnation (2017-2018)

#### Reformation partielle, Reconquête des titres par équipes, reformation totale et blessure de Dean Ambrose (2017)
Le 3 janvier 2017 à SmackDown Live, Dean Ambrose redevient champion Intercontinental de la WWE en battant le Miz, remportant le titre pour la seconde fois. Le 9 janvier à Raw, Roman Reigns perd face à Chris Jericho et Kevin Owens dans un 1-on-2 Handicap Match, ne conservant pas son titre. Le 29 janvier au Royal Rumble, Roman Reigns ne remporte pas le titre Universel de la WWE, battu par Kevin Owens dans un No Disqualiication Match, à la suite de nombreuses interventions extérieures de Braun Strowman pendant le match. Plus tard dans la soirée, Dean Ambrose et lui entrent respectivement dans le Royal Rumble masculin en 12e et dernière positions. Le premier se fait éliminer par Brock Lesnar, tandis que le second élimine l'Undertaker, Chris Jericho et Bray Wyatt, avant d'être lui-même éliminé en dernier par le futur gagnant, Randy Orton. Le 30 janvier à Raw, Seth Rollins souhaite confronter Triple H, mais se fait attaquer par Samoa Joe au genou droit, réveillant son ancienne blessure. Le 6 février, la WWE confirme que Seth Rollins souffre d'une déchirure du ligament collatéral médial et doit s'absenter pendant 2 mois. Le 12 février à Elimination Chamber, Dean Ambrose ne remporte pas le titre de la WWE, battu par Bray Wyatt dans un Elimination Chamber Match, qui inclut également AJ Styles, Baron Corbin, John Cena et The Miz. Le 5 mars à Fastlane, Roman Reigns bat Braun Strowman.
Le 2 avril lors du pré-show à WrestleMania 33, Dean Ambrose conserve son titre en battant Baron Corbin. Un peu plus tard, Seth Rollins effectue son retour de blessure, et bat Triple H dans un Non-Sanctionned Match. À la fin de la soirée, Roman Reigns bat l'Undertaker dans un No Holds Barred Match. Le 10 avril à Raw, lors du Superstar Shake-Up, Dean Ambrose effectue son retour dans le show rouge avec le titre Intercontinental de la WWE. Plus tard dans la soirée, il bat Kevin Owens. Le 30 avril à Payback, Seth Rollins bat Samoa Joe. Juste après, Roman Reigns perd le match revanche face à Braun Strowman. Le 4 juin à Extreme Rules, Dean Ambrose perd face au Miz, ne conservant pas son titre. Plus tard dans la soirée, Roman Reigns et Seth Rollins ne deviennent pas aspirants n°1 au titre Universel de la WWE à Great Balls of Fire, battus par Samoa Joe par soumission dans un Extreme Rules Fatal 5-Way Match, qui inclut également Bray Wyatt et Finn Bálor.

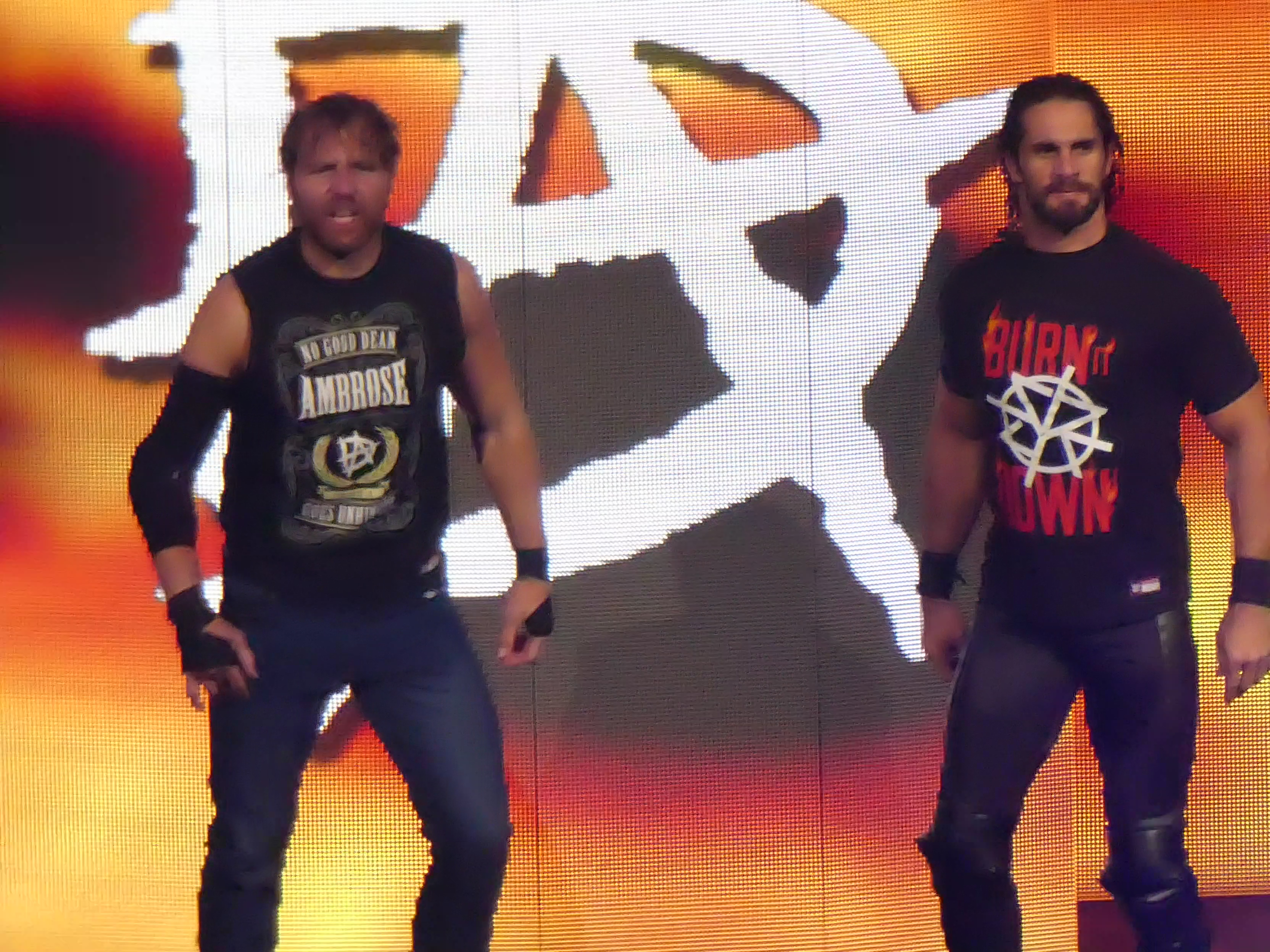
Le 14 août 2017, Dean Ambrose se réunit avec Seth Rollins pour reformer une partie du Shield.

Le 9 juillet à Great Balls of Fire, Seth Rollins perd face à Bray Wyatt. Un peu plus tard, Dean Ambrose ne remporte pas le titre Intercontinental de la WWE, battu par son même adversaire. Juste après, Roman Reigns reperd face à Braun Strowman dans un Ambulance Match. Après le combat, il porte un Spear sur son opposant, l'enferme dans l'ambulance et l'écrase contre un camion. Le 14 août à Raw, Dean Ambrose confronte Seth Rollins pour avoir une réponse sur la reformation de l'équipe, mais les deux hommes se bagarrent. The Bar les attaque, mais ils les repoussent ensemble, puis se réconcilient avec le geste du clan. Le 20 août à SummerSlam, Dean Ambrose et Seth Rollins deviennent les nouveaux champions par équipe de Raw en battant The Bar. Le premier remporte les titres pour la première fois de sa carrière, tandis que le second les remporte pour la seconde fois. Plus tard dans la soirée, Roman Reigns ne remporte pas le titre Universel de la WWE, battu par Brock Lesnar dans un Fatal 4-Way Match, qui inclut également Braun Strowman et Samoa Joe. Le 24 septembre à No Mercy, Dean Ambrose et Seth Rollins conservent leurs titres en battant ses mêmes adversaires. Pendant le combat, Cesaro se blesse aux incisives, car deux de ses dents se sont enfoncées dans ses gencives de 3-4 mm, lorsqu'il s'est cogné contre un des poteaux du ring. Un peu plus tard, Roman Reigns bat John Cena.
Le 9 octobre à Raw, le clan se reforme officiellement au grand complet. En effet, Dean Ambrose et Seth Rollins rejoignent Roman Reigns, et les trois hommes attaquent le Miz, The Bar et font passer Braun Strowman à travers la table des commentateurs du show rouge. Le 22 octobre, Roman Reigns est atteint d'une méningite, tout comme Bray Wyatt, et est contraint de déclarer forfait pour le 3-on-5 Handicap TLC Match à TLC, où il sera remplacé par Kurt Angle. Le même soir à TLC, Dean Ambrose, Seth Rollins et Kurt Angle battent Braun Strowman, Kane, The Bar et le Miz dans un 3-on-5 Handicap Tag Team TLC Match. Le 6 novembre à Raw, Dean Ambrose et Seth Rollins perdent face à The Bar, ne conservant pas leurs titres, distraits par le New Day. La semaine suivante à Raw, Roman Reigns effectue son retour de maladie. Ses frères et lui battent The Bar et le Miz dans un 6-Man Tag Team Match. Le 19 novembre aux Survivor Series, le clan bat le New Day dans un 6-Man Tag Team Match. Le 18 décembre à Raw, Dean Ambrose, Seth Rollins et Jason Jordan perdent face à The Bar et Samoa Joe dans un 6-Man Tag Team Match. Pendant le match, le premier se blesse le coude droit. Quelques minutes plus tard dans les coulisses, le Samoan aggrave la blessure du Lunatic Frange en lui balançant une caisse. La semaine suivante à Raw, Seth Rollins et Jason Jordan deviennent champions par équipe de Raw en battant The Bar. Le premier remporte les titres pour la troisième fois, tandis que son partenaire les remporte pour la première fois de sa carrière. Le lendemain, la WWE confirme que Dean Ambrose souffre d'une blessure de haut grade au tendon du triceps, et va devoir s'absenter pendant 9 mois.

#### Capture des titres Intercontinental et Universel de la WWE, retour et trahison de Dean Ambrose (2018)
Le 28 janvier 2018 au Royal Rumble, Seth Rollins et Roman Reigns entrent respectivement dans le Royal Rumble masculin en 18e et 28e positions. Le premier élimine Cesaro et le Miz (avec l'aide du Samoan), avant d'être lui-même éliminé par son propre frère, tandis que le second élimine également Titus O'Neil et Randy Orton, avant d'être lui-même éliminé en dernier par le futur gagnant, Shinsuke Nakamura. Juste après, Seth Rollins et Jason Jordan perdent face à The Bar, ne conservant pas leurs titres. Le 25 février à Elimination Chamber, Roman Reigns devient aspirant n°1 au titre Universel de la WWE à WrestleMania 34, en battant Braun Strowman, Elias, Finn Bálor, John Cena, le Miz et Seth Rollins dans un 7-Man's Elimination Chamber Match.

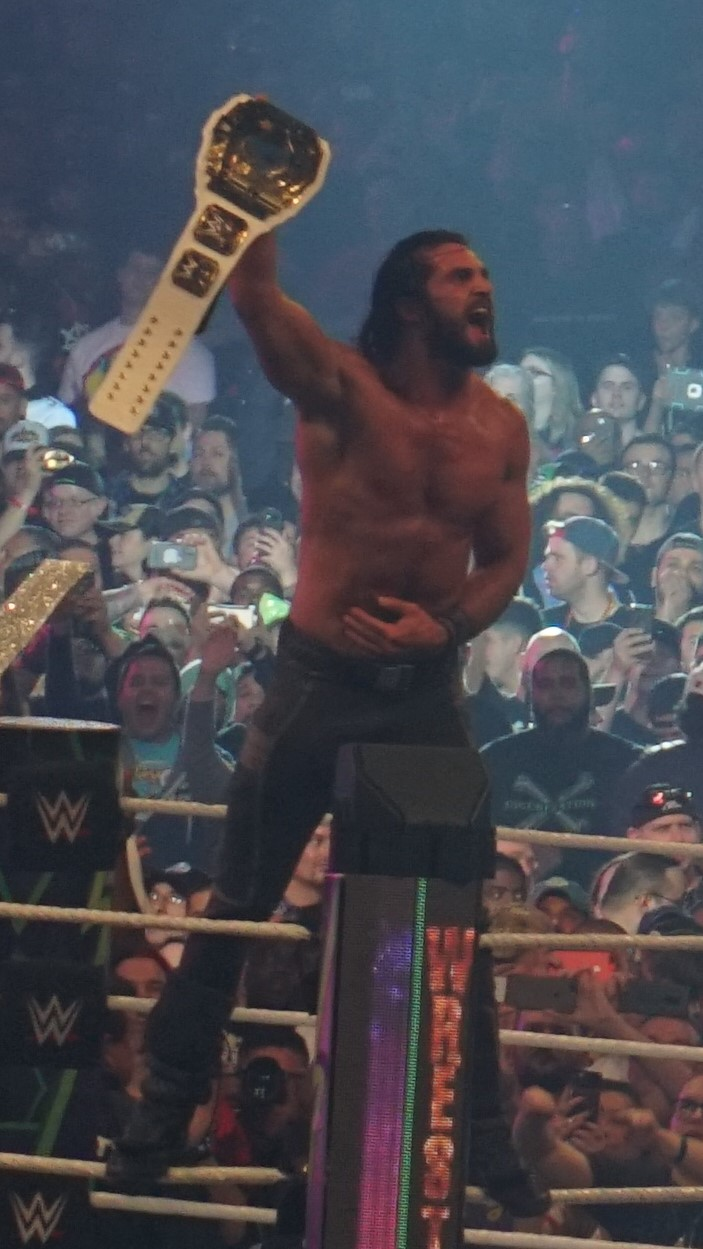
Seth Rollins gagne le titre Intercontinental de la WWE à WrestleMania 34.

Le 8 avril à WrestleMania 34, Seth Rollins devient le nouveau champion Intercontinental de la WWE en battant le Miz et Finn Bálor dans un Triple Threat Match, remportant le titre pour la première fois de sa carrière. Il devient également 11e Grand Slam Champion et 29e Triple Crown Champion. À la fin de la soirée, Roman Reigns ne remporte pas le titre Universel de la WWE, battu par Brock Lesnar. Le 27 avril au Greatest Royal Rumble, Seth Rollins conserve son titre en battant le Miz, Finn Bálor et Samoa Joe dans un Fatal 4-Way Ladder Match. À la fin de la soirée, Roman Reigns ne remporte pas, une nouvelle fois, le titre Universel de la WWE, battu par Brock Lesnar dans un Steel Cage Match de manière controversée. Le 6 mai à Backlash, Seth Rollins conserve son titre en battant le Miz. À la fin de la soirée, Roman Reigns bat Samoa Joe. Le 17 juin à Money in the Bank, Seth Rollins conserve son titre en battant Elias. Un peu plus tard, Roman Reigns bat Jinder Mahal. Le lendemain à Raw, Seth Rollins perd face à Dolph Ziggler, ne conservant pas son titre. Après le combat, il se fait attaquer par Drew McIntyre et son adversaire. Plus tard dans la soirée, Roman Reigns et Bobby Lashley battent les Revival.
Le 15 juillet à Extreme Rules, Roman Reigns perd face à Bobby Lashley. À la fin de la soirée, Seth Rollins ne remporte pas le titre Intercontinental de la WWE, battu par Dolph Ziggler dans un 30-Minute Iron Man Match, se faisant distraire par Drew McIntyre. Le 13 août à Raw, Roman Reigns se fait asperger les yeux par un produit aveuglant de Paul Heyman et se fait attaquer par Brock Lesnar. Plus tard dans la soirée, Dean Ambrose effectue son retour de blessure, après 7 mois et demi d'absence, aux côtés de Seth Rollins pour la signature du match avec Dolph Ziggler, que son frère va affronter à SummerSlam pour le titre Intercontinental de la WWE. Il porte un Dirty Deeds sur The Scottish Psychopath. Le 19 août à SummerSlam, accompagné de Dean Ambrose, Seth Rollins redevient champion Intercontinental de la WWE en battant Dolph Ziggler (accompagné de Drew McIntyre), remportant le titre pour la seconde fois. À la fin de la soirée, Roman Reigns devient le nouveau champion Universel de la WWE en battant Brock Lesnar, remportant le titre pour la première fois de sa carrière et mettant ainsi fin aux 504 jours de règne de son adversaire. Le lendemain à Raw, Roman Reigns conserve son titre en battant Finn Bálor, malgré une distraction de Braun Strowman. Après le combat, The Monster Among Men essaie d'utiliser sa mallette, mais Dean Ambrose et Seth Rollins interviennent pour l'en empêcher. Le clan se reforme officiellement, car les trois hommes font passer ce dernier à travers la table des commentateurs du show rouge avec une Triple Powerbomb. Le 16 septembre à Hell in a Cell, Dean Ambrose et Seth Rollins ne remportent pas les titres par équipe de Raw, battus par Drew McIntyre et Dolph Ziggler. À la fin de la soirée, le Hell in a Cell Match entre Roman Reigns et Braun Strowman, pour le titre Universel de la WWE, se termine en No Contest, car Brock Lesnar attaque les deux hommes.
Le 6 octobre à Super Show-Down, le clan bat Braun Strowman, Dolph Ziggler et Drew McIntyre dans un 6-Man Tag Team Match. Le 22 octobre à Raw, Roman Reigns annonce le retour de sa leucémie, maladie contractée à l'âge de 11 ans, et est contraint d'abandonner le titre Universel de la WWE, réconforté par ses deux frères, puis par les autres Superstars du show après son annonce. À la fin de la soirée, Dean Ambrose et Seth Rollins redeviennent champions par équipe de Raw en battant Drew McIntyre et Dolph Ziggler, remportant les titres pour la seconde et quatrième fois. Mais après le combat, The Lunatic Frange effectue un Heel Turn en portant deux Dirty Deeds sur son propre partenaire : sur le ring et à l'extérieur du ring. Le 2 novembre à Crown Jewel, Seth Rollins bat Bobby Lashley en quart de finale du tournoi de la Coupe du monde de la WWE, mais perd face à Dolph Ziggler en demi-finale. Trois soirs plus tard à Raw, Seth Rollins perd face aux AOP dans un 1-on-2 Handicap Match, ne conservant pas les titres par équipe de Raw. Après le combat, Dean Ambrose l'attaque avec un Dirty Deeds. Le 18 novembre aux Suvivor Series, Seth Rollins bat le champion des États-Unis de la WWE, Shinsuke Nakamura, dans un Champion vs. Champion Match. Le 16 décembre à  TLC, Dean Ambrose redevient champion Intercontinental de la WWE en battant Seth Rollins, remportant le titre pour la troisième fois.

### Dernière incarnation (2019)

#### Retour de Roman Reigns, reformation et séparation définitive du groupe (2019)
Le 14 janvier 2019 à Raw, Dean Ambrose perd face à Bobby Lashley dans un Triple Threat Match, qui inclut également Seth Rollins, ne conservant pas son titre. Le 27 janvier au Royal Rumble, Seth Rollins et Dean Ambrose entrent respectivement dans le Royal Rumble masculin en 10e et 14e positions. Le premier le remporte en éliminant Elias, Bobby Lashley et Braun Strowman en dernière position, tandis que le second élimine Johnny Gargano, avant d'être lui-même éliminé par Aleister Black. Le 11 février à Raw, Dean Ambrose effectue un Face Turn en encourageant Seth Rollins dans son match face à Brock Lesnar, pour le titre Universel de la WWE, à WrestleMania 35. Plus tard dans la soirée, il bat EC3. Quinze jours plus tard à Raw, Roman Reigns effectue son retour, après 4 mois d'absence, annonce être en rémission de sa leucémie, ainsi que son retour sur les rings et est rejoint par Seth Rollins qui lui fait une accolade. Plus tard dans la soirée, Dean Ambrose perd face à Drew McIntyre. Après le combat, il se fait attaquer par ce dernier, Baron Corbin, Bobby Lashley et Elias, mais ses deux anciens frères volent à son secours. La semaine suivante à Raw, Roman Reigns souhaite reformer le clan, pour la dernière fois. Seth Rollins refuse d'abord, mais change d'avis, puis Dean Ambrose se fait attaquer par Elias sans dire quoi que ce soit. Plus tard dans la soirée, The Lunatic Frange perd face au guitariste. Après le combat, ses deux frères veulent reformer le clan avec lui, mais il semble indécis, jusqu'à ce que Baron Corbin, Bobby Lashley et Drew McIntyre attaquent le Samoan et The Architect. Dean Ambrose vient finalement en aide à ses deux frères et le clan se reforme officiellement. Le 10 mars à Fastlane, le trio bat Baron Corbin, Drew McIntyre et Bobby Lashley dans un 6-Man Tag Team Match.
Le 7 avril à WrestleMania 35, Seth Rollins devient le nouveau champion Universel de la WWE en battant Brock Lesnar, remportant le titre pour la première fois de sa carrière. Un peu plus tard, Roman Reigns bat Drew McIntyre. Le lendemain à Raw, Dean Ambrose effectue sa dernière apparition télévisée, après le show, en remerciant tous les fans de l'univers de la WWE pour leur soutien et leurs encouragements. Le 21 avril à The Shield's Final Chapter, le clan effectue sa véritable dernière apparition, et rebat le même trio dans un 6-Man Tag Team Match.

## Membres du groupe
| Identité     | Arrivée          | Départ        | Notes                                 |
| ------------ | ---------------- | ------------- | ------------------------------------- |
| Roman Reigns | 18 novembre 2012 | 21 avril 2019 | Champion par équipe de Raw (1).       |
| Dean Ambrose | 18 novembre 2012 | 21 avril 2019 | Champion des États-Unis de la WWE (1) |
| Seth Rollins | 18 novembre 2012 | 21 avril 2019 | Champion par équipe de Raw (1)        |

## Palmarès
Cette section présente les championnats et récompenses remportés par le groupe durant sa période d'activité.

### Championnats et trophées remportés par le groupe
- - 1 fois WWE United States Champion - Dean Ambrose (1) (plus long règne)
  - 1 fois WWE Raw Tag Team Champions - Roman Reigns et Seth Rollins (1)
  - Slammy Award (2013) "What a Maneuver!" Award - Roman Reigns pour le Spear[179]
  - Slammy Award (2013) Faction of the Year[179]
  - Slammy Award (2013) Breakout Star of the Year[179]
  - Slammy Award (2013) Trending Now (Hashtag of the Year) pour le #BelieveInTheShield[179]

### Classements de magazines
- Pro Wrestling Illustrated
  - Classement du PWI 500

| Année        | 2013 | 2014 | 2015 | 2016 | 2017 | 2018 |
| Dean Ambrose | 26   | 18   | 13   | 9    | 8    | 106  |
| Roman Reigns | 39   | 7    | 4    | 1    | 4    | 7    |
| Seth Rollins | 35   | 12   | 1    | 8    | 16   | 5    |